# Eli Roth
Eli Raphael Roth, född 18 april 1972 i Boston, är en amerikansk filmregissör, manusförfattare och skådespelare.
Roth har under det tidiga 2000-talet gjort sig ett namn som både lovande och nyskapande inom den samtida skräckfilmen. Hans långfilmsdebut Cabin Fever från 2002 blev en otippad succé inom genren och kom att bana väg för Roth att samarbeta med Quentin Tarantino med sitt stora kommersiella genombrott Hostel från 2005. Båda dessa filmer behandlar den moderna människans mörkare och mer primitiva sidor, något som, utöver de oblyga bilderna av sex och våld, kommit att bli Roths signum.

## Filmografi (i urval)

### Manusförfattare och regissör
- Chowdaheads (1999)
- Cabin Fever (2002)
- The Rotten Fruit (2003)
- Hostel (2005)
- Hostel 2 (2007)
- Hemlock Grove (2012)
- The Green Inferno (2013)
- Knock Knock (2015)
- Thanksgiving (2023)
- Borderlands (2024)

### Skådespelare
- The Mirror Has Two Faces (1996)
- Chowdaheads (1999)
- Terror Firmer (1999)
- Citizen Toxie: The Toxic Avenger 4 (2000)
- Cabin Fever (2002)
- The Rotten Fruit (2003)
- Tales From The Crapper (2004)
- 2001 Maniacs (2005)
- Hostel (2005)
- Grindhouse (2007)
- Inglourious Basterds (2009)
- 2025 – När mörkret faller